# Мюд (Тверская область)
Мюд — железнодорожная станция в Кесовогорском районе Тверской области. Входит в состав Елисеевского сельского поселения.

## География
Находится в юго-восточной части Тверской области, на расстоянии приблизительно 12 км (по прямой) на юго-восток от районного центра посёлка Кесова Гора у железнодорожной линии Савёлово — Сонково.

## История
Населённый пункт появился при одноименном разъезде, открытом в 1931 году. Название связано с Международным юношеским днем.

## Население
| 2010 |
| ---- |
| 1    |

Постоянное население составляло 3 человека (русские 100 %) в 2002 году, 1 человек в 2010 году.